# Epic Movie
Epic Movie er en amerikansk satirefilm fra 2007 instrueret og skrevet af Jason Friedberg og Aaron Seltzer og produceret af Paul Schiff. Filmen indeholder primært parodier af de højst indtjenende film fra 2005 og 2006, der inkluderer: Pirates of the Caribbean: Død Mands Kiste,  Harry Potter filmene, Narnia: Løven, heksen og garderobeskabet, X-Men: The Last Stand, Charlie og chokoladefabrikken, Nacho Libre, Snakes on a Plane,  Da Vinci Mysteriet, Mission Impossible 3, Superman Returns, Star Wars filmene, The Fast and the Furious: Tokyo Drift, Click og Borat. Den blev lavet på en lignende måde som Not Another Teen Movie,  Date Movie og Scary Movie filmene.

## Parodier

### Film
- Charlie og chokoladefabrikken
- Narnia: Løven, heksen og garderobeskabet
- Da Vinci Mysteriet
- X-Men: The Last Stand
- Pirates of the Caribbean: Død Mands Kiste
- Click
- Harry Potter
- Nacho Libre
- Snakes on a Plane
- Superman Returns
- Borat: Cultural Learnings of America for Make Benefit Glorious Nation of Kazakhstan
- Scarface
- Star Wars
- Harold & Kumar Go to White Castle
- Casino Royale
- Talladega Nights: The Ballad of Ricky Bobby
- Ringenes Herre-trilologien'

### Fjernsyn
- 24
- MTV Cribs
- Punk'd
- American Idol

### Mennesker
- Mel Gibson
- Angelina Jolie og Brad Pitt
- Daniel Craig som James Bond
- Paris Hilton
- Nicole Richie
- Ashton Kutcher
- P. Diddy
- Johnny Depp (som Willy Wonka og Kaptajn Jack Sparrow)
- Samuel L. Jackson/Dave Chappelle
- Flavor Flav
- Daniel Radcliffe som Harry Potter
- Rupert Grint som Ron Weasley
- Emma Watson som Hermione Granger
- Jackie Chan
- George W. Bush
- Kanye West
- Chewbacca
- Lauren Conrad
- The Pussycat Dolls
- Frank the Beaver (Bell Mobility)
- Sigfried
- Rick James
- Willy Wonka
- Wolverine
- Magneto
- Mystique
- Rogue
- Aslan
- Hagrid
- Storm
- Davy Jones
- Britney Spears
- Silas
- Tom Hanks
- Mr Tumnus
- Fantasia Barrino
- V
- Michael Jackson
- Brandon Routh som Superman
- 50 Cent
- Tupac
- Saddam Hussein
- Rosie O'Donnell
- Mary-Kate og Ashley Olsen

### Sange
- "Beep" af The Pussycat Dolls
- "Fergalicious" af Fergie
- "Promiscuous" af Nelly Furtado featuring Timbaland
- "Ms New Booty" af Bubba Sparxxx featuring Ying Yang Twins
- Lazy Sunday
- "Don't Speak (I Came to Make a Bang!)" af Eagles of Death Metal
- "Magic Bus" af The Who
- "Kung Fu Fighting" af Carl Douglas
- "Milkshake"  af Kelis

### Brands & firmaer
- Doritos
- Captain Morgan
- MySpace
- Apple
- Bell Mobility
- Cap'n Crunch
- Chicken of the sea
- Grillz
- White Castle

## Rolleliste
| Skuespiller         | Rolle/Parodi af            |
| ------------------- | -------------------------- |
| Kal Penn            | Edward                     |
| Jennifer Coolidge   | The White Bitch of Gnarnia |
| Adam Campbell       | Peter                      |
| Faune A. Chambers   | Susan                      |
| Jayma Mays          | Lucy                       |
| Kevin Hart          | Silas                      |
| Fred Willard        | Aslo                       |
| Carmen Electra      | Mystique                   |
| Tony Cox            | Bob                        |
| Héctor Jiménez      | Mr Tumnus                  |
| Katt Williams       | Harry Beaver               |
| Danny Jacobs        | Borat                      |
| David Lehre         | Ashton Kutcher             |
| Scott L. Schwartz   | Hagrid                     |
| Kevin McDonald      | Harry Potter               |
| Crista Flanagan     | Hermione Granger           |
| George Alvarez      | Ron Weasley                |
| Michelle Misty Lang | Blonde Girl                |
| Crispin Glover      | Willy Wonka                |
| Darrell Hammond     | Kaptajn Jack Swallows      |